# Acridotheres melanopterus
El miná alinegro (Acridotheres melanopterus) es una especie de ave paseriforme de la familia Sturnidae endémica de las islas de Java, Madura, Bali y Lombok. Actualmente se encuentra en peligro de extinción.

## Subespecies
Se reconocen las siguientes:
- A. melanopterus melanopterus (Daudin, 1800) - Java (excepto sudeste)
- A. melanopterus tricolor (Horsfield, 1821) - sudeste de Java
- A. melanopterus tertius (Hartert, 1896) - Bali y Lombok